# Metallverarbeitung
Als Metallverarbeitung bezeichnet man die Herstellung und Bearbeitung geformter Werkstücke aus Metallen nach vorgegebenen geometrischen Bestimmungsgrößen (unter Einhaltung bestimmter Toleranzen und Oberflächengüten) und deren Zusammenbau zu funktionsfähigen Erzeugnissen. Die Metallverarbeitung ist ein Teilbereich der Fertigungstechnik.

## Sparten und Berufe
Metallverarbeitung wird in den unterschiedlichsten Sparten von Industrie und Handwerk von der Schmuckherstellung über den Werkzeug- und Formenbau bis zum Fahrzeugbau, Maschinenbau, Schiffbau und Brückenbau betrieben.
Man unterscheidet nach Verfahren der Metallverarbeitung in
- spanabhebenden (Bohren, Drehen, Fräsen, Hobeln, Schleifen, Sägen, Gewindeschneiden, Gravieren etc.)
- nicht spanabhebenden (Biegen, Gießen, Hämmern bzw. Martellieren, Prägen, Punzieren, Schmieden, Treiben, Stanzen, Walzen, Ziehen, Ätzen etc.)
- verbindenden (Schweißen, Löten, Kleben, Plattieren etc.)

oder nach der Art des Metalls (z. B. Schwermetall, Leichtmetall, Nichteisenmetall und Edelmetall). Die Hauptgruppen der Fertigungsverfahren nach DIN 8580 lassen sich alle auf die Metallverarbeitung anwenden.
Viele Berufe haben sich um die Metallverarbeitung gebildet z. B.
- Schmied oder Kunstschmied / Kunstschlosser (heute Metallbauer, Fachrichtung Metallgestaltung)
- Schlosser oder Bauschlosser (heute Metallbauer, Fachrichtung Konstruktionstechnik)
- Dreher (Zerspanungsmechaniker)
- Fräser (Zerspanungsmechaniker)
- Schmuckherstellung (Juwelier)

## Lehrberuf in Österreich
Die dreijährige Ausbildung im Modullehrberuf Metalltechnik ist seit dem 1. Juni 2011 möglich. Der Modullehrberuf ersetzt folgende 16 Vorgängerlehrberufe: Maschinenbautechnik, Maschinenfertigungstechnik, Maschinenmechanik, Metalltechnik – Blechtechnik, Metalltechnik – Fahrzeugbautechnik, Metalltechnik – Metallbautechnik, Metalltechnik – Metallbearbeitungstechnik, Metalltechnik – Schmiedetechnik, Metalltechnik – Stahlbautechnik, Präzisionswerkzeugschleiftechnik, Werkzeugbautechnik, Werkzeugmechanik, Zerspanungstechnik, Messerschmied, Rohrleitungsmonteur und Universalschweißer.

## Weitere Seiten
- Metallbau
- Metallurgie
- Archäometallurgie